# Silene longicalycina
Silene longicalycina är en nejlikväxtart som beskrevs av Vladimir Leontjevitj Komarov. Silene longicalycina ingår i släktet glimmar, och familjen nejlikväxter. Inga underarter finns listade i Catalogue of Life.